# Simone Padoin
Simone Padoin (Gemona del Friuli, 1984. március 18. –) olasz labdarúgó. Posztját tekintve középpályásként és szélső védőként szerepelt, karrierje során a Vicenza, az Atalanta, a Juventus és az Ascoli játékosa volt.

## Pályafutása

### Klubcsapatban

#### Korai évek
Az Atalanta akadémiáján nevelkedett, ahonnan 2003-ban a Vicenzához került. 2007-ben tért vissza a bergamói együtteshez, ahol egészen 2012 januárjáig maradt, ez idő alatt pedig több mint száz mérkőzésen szerepelt a klub színeiben. Tagja volt a 2010-11-es másodosztályú bajnokságot megnyerő együttesnek.

#### Juventus
2012 januárjában 5 millió euróért a Juventushoz igazolt. A torinóiakkal 2010-ben már részt vett egy amerikai túrán, ám ekkor még nem kapott szerződést. Az első fél idényében mindössze 6 mérkőzést játszott a Juventusban. A 28. fordulóban a Fiorentina elleni 5-0-ra megnyert mérkőzésen ő szerezte csapata utolsó gólját. 
Alapembernek a következő idényben sem számított, de már 20 bajnokin kapott lehetőséget, és bemutatkozhatott a Bajnokok Ligájában is. A 2013-14-es szezonban 21 mérkőzésen szerepelt a bajnoki címet rekordot jelentő, 102 ponttal elhódító Juventusban. A 36. fordulóban korábbi csapata, az Atalanta ellen szerezte meg szezonbeli egyetlen gólját. 
A következő kiírásban már 25 bajnokin jutott szóhoz, a BL-ben pedig 4-szer lépett pályára a döntőig menetelő csapatban. A 2014-es, Napoli elleni Olasz Szuperkupa mérkőzésen Stephan Lichtsteinert váltotta a mérkőzés hajrájában, a hirtelen halálig menő büntetőpárbajban pedig elhibázta saját, sorsdöntő lövését, így a déliekhez került a trófea.
A 2015-16-os idényben Andrea Pirlo távozása miatt eleinte kezdőként számított rá Massimiliano Allegri, a későbbiekben azonban háttérbe szorult, és a Bajnokok Ligájára nevezett keretbe sem került be. 2015 novemberében az Empoli ellen játszotta kétszázadik mérkőzését az olasz élvonalban. A bajnokság 33. fordulójában a Palermo ellen gólt szerzett, amellyel beállította a 4-0-ás végeredményt.
A Juventusnál eltöltött négy és fél év alatt ötször lett bajnok, az Olasz Szuperkupát háromszor, az Olasz Kupát pedig kétszer nyerte meg.

#### Cagliari
2016 júliusában az élvonalba frissen feljutó Cagliari Calcio csapatához szerződött. A Juventus szurkolóitól nyílt levélben köszönt el egy Instagram posztban. A szárdoknál egy SPAL elleni kupameccsen debütált, a bajnokságban 31-szer lépett pályára, első gólját a Crotone ellen szerezte. A következő évben korábbi csapata, az Atalanta ellen is betalált. 2019-ben, 98 bajnokival a háta mögött távozott a Cagliaritól.

#### Ascoli
2019 nyarán a Serie B-ben szereplő Ascolihoz szerződött. 2020 októberében felbontotta a szerződését a csapattal, majd néhány héttel később bejelentette visszavonulását.

### A válogatottban
Padoin az olasz utánpótlás-válogatottakban 22 alkalommal játszott, ezeken a mérkőzéseken két gólt szerzett. Tagja volt a 2003-as U19-es Európa-bajnokságotmegnyerő olasz csapatnak. A felnőttek közt sosem szerepelt.

## Edzői karrier
2021 júliusában technikai munkatársként csatlakozott a visszatérő Massimiliano Allegri stábjához a Juventusnál.

## Egyéb
Padoin rendkívül sokszínű játékos, hiszen a középpálya mellett a védelem szélein és közepén is bevethető. Megbízhatósága, és a játék iránti alázatossága miatt a Juventus szurkolók egyik kedvence volt, a magyar szurkolók körében is nagy népszerűségnek örvendett.